# Риолунато
Риолуна̀то (на италиански: Riolunato, на местен диалект Ardondlà, Ардондъла) е село и община в Северна Италия, провинция Модена, регион Емилия-Романя. Разположено е на 716 m надморска височина. Населението на общината е 665 души (1 януари 2023).